# Noves
Noves je francouzská obec v departementu Bouches-du-Rhône, v regionu Provence-Alpes-Côte d'Azur, 15 kilometrů jihovýchodně od Avignonu.

## Geografie
Územím obce protékají řeky Durance a Anguillon.

## Památky
- románský kostel Saint-Baudile z 12. století
- kaple Notre Dame-de-Pitié ze 17. století
- zbytky městského opevnění

## Vývoj počtu obyvatel
Počet obyvatel

## Osobnosti obce
- Laura de Noves (1310 - 1348), šlechtična, Petrarcova múza

## Partnerské obce
- Calcinaia, Itálie
- Hopsten, Německo